# Les Maîtres
Les Maîtres est le sixième tome de la Chronique des Pasquier de Georges Duhamel, publié en 1937 au Mercure de France.

## Résumé
En septembre 1908, Laurent Pasquier poursuit tout à la fois sa thèse de sciences et de médecine respectivement dans les laboratoires de deux rivaux académiques, les professeurs Olivier Chalgrin au Collège de France et Nicolas Rohner à l'Institut Pasteur. Graduellement, Laurent s'aperçoit que l'admiration qu'il vouait à ses maîtres s'amenuise, le mince voile de la politesse superficielle de leurs discussions laissant apparaître une rivalité mordante et de nombreuses petitesses, jalousies, et intrigues politiques. Laurent Pasquier découvre, à sa grande déception, que ces « maîtres » se vouent une haine profonde, recuite depuis de nombreuses décennies, où l'idéal et l'éthique s'effacent au profit de l'obtention d'honneurs et de postérité scientifiques quels qu'en soient pour les obtenir les moyens utilisés et les conséquences pour leurs entourages.

## Analyse
La particularité de ce tome de la Chronique des Pasquier tient dans la structure formelle du livre. Il prend en effet la forme de la correspondance : tout le roman adopte la présentation des seules lettres que Laurent Pasquier adresse à son ami d'enfance Justin Weill.

## Éditions
- Mercure de France, 1937.
- Éditions Omnibus, 1999  (ISBN 2258051436) et 2007  (ISBN 978-2-258-05143-0).